# 梁川町停留場
梁川町停留場（やながわちょうていりゅうじょう）はかつて函館市梁川町にあった函館市交通局（現・函館市企業局交通部、函館市電）宮前線の停留所である。

## 構造
- 2面2線の相対式ホーム

## 周辺
- 北海道道571号五稜郭公園線
- 青森みちのく銀行梁川町支店

## 歴史
- 1993年（平成5年）4月1日：廃止[1]。

函館市企業局交通部#歴史を参照。

## 隣の停留場
函館市交通局
宮前線（1993年4月1日廃止）
西武テーオー前停留場 - 梁川町停留場 - 五稜郭公園前停留場